# Tasto funzione

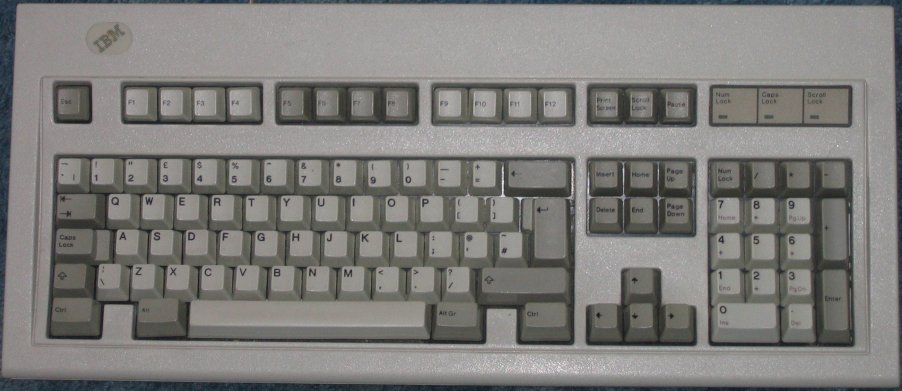
Una vecchia tastiera IBM AT con la disposizione "UK" dei tasti: i tasti funzione sono quelli della prima fila in alto, indicati dalla lettera "F" e da un numero.

Un tasto funzione, in una tastiera di un computer o di un terminale è un tasto speciale che può essere programmato per eseguire determinati compiti o azioni.

## Descrizione
Su alcune tastiere i tasti funzione possono avere delle impostazioni predefinite, accessibili fin all'accensione della macchina. I compiti svolti dai tasti funzione dipendono dal sistema operativo e dell'applicazione usata.
Sulle comuni tastiere dei computer i tasti funzione generano un codice byte differente dai codici ASCII dei normali caratteri, codice che viene poi gestito dal driver della tastiera oppure interpretato direttamente dal programma o dal sistema.

## Neglihome computer
- Atari a 8 bit (400/800/XL/XE): le tastiere avevano 4 tasti speciali sulla parte destra o superiore (Reset, Option, Select, Start). I modelli XL avevano anche un tasto Help. Il 1200XL aveva 4 tasti aggiuntivi denominati F1-F4 con azioni predefinite.

- Atari ST: la tastiera mostrava 10 tasti di forma romboidale inseriti in una riga orizzontale posta sopra gli altri tasti, inseriti a filo del contenitore.

- BBC Micro: il computer aveva 10 tasti rossi/arancioni (da F0 a F9) in una fila orizzontale. Altri tasti potevano svolgere le funzioni dei tasti F10-F15.

- Il Commodore VIC-20 e il Commodore 64 avevano 4 tasti funzione sulla parte destra della tastiera separati dagli altri, ognuno con 2 funzioni (F1/F2, F3/F4, F5/F6, F7/F8), che inserivano dei comandi programmabili e modificabili. Il Commodore 16 aveva la numerazione leggermente differente: F1/F4, F2/F5, F3/F6 e Help/F7. Il Plus/4 aveva il comando KEY per visualizzare il contenuto dei tasti funzione, che erano anche riprogrammabili attraverso la stessa istruzione. Il Commodore 128 aveva uno schema simile a quello del VIC-20/C64 ma i tasti erano disposti su una fila orizzontale posta al di sopra del tastierino numerico.

- Gli Amiga avevano 10 tasti funzione divisi su 2 righe orizzontali di 5.

## Neipersonal computer
- Apple Macintosh: le prime versioni del Mac OS supportavano le estensioni del sistema note come FKEYS che potevano essere installate nel file system e richiamate dalla combinazione di tasti Command-⇧ Maiusc-(numero) ma le prime tastiere non avevano dei tasti funzione propriamente detti. Fu solo con l'introduzione dei Macintosh II che sulle tastiere comparvero i tasti funzione. Le tastiere più recenti hanno 19 tasti funzione, anche se alcuni hanno compiti predefiniti dal sistema.

- Nei PC IBM e negli IBM compatibile sui PC XT avevano una tastiera con 10 tasti funzione nella parte sinistra, mentre nelle tastiere dei PC AT questi furono portati a 12 e disposti in 3 gruppi di 4 posti nella parte alta, nella posizione che ancora conservano. Inoltre molte tastiere moderne includono dei tasti speciali aggiuntivi che comandano particolari funzioni multimediali.